# Елегія
Еле́гія (грец. ἐλεγεία — журлива пісня, скарга; хоч етимологічне значення може мати й інші джерела: фріг. elegn — очеретина, очеретяна сопілка) — один із жанрів лірики медитативного, меланхолійного, часом журливого змісту.
- Ліричний вірш задумливого, сумного характеру. В античній поезії — вірш будь-якого змісту, написаний двовіршами певної форми.
- Вокальний чи інструментальний твір задумливого, сумного характеру.
- Смуток, меланхолія.

Назва «елегія» вказувала тоді лише на те, що цей вірш був написаний елегійним двовіршем, у якому перший рядок — гекзаметр («шестимірник»), а другий  — пентаметр («п'ятимірник», віршовий розмір з п'яти дактилічних стоп, який вживається лише в елегійному двовірші). Розвиток елегії в античній літературі пов'язаний з іменами еллінів Тіртея, Каллімаха, римлян Тібулла, Овідія.

## Історія елегії
Елегія визначилася в Стародавній Греції (VII ст. до н. е.) передовсім як вірш (двовірш), що складався із гекзаметра та пентаметра, розмежованого на дві рівні частини цезурою (елегійний дистих), виповнювалася як патріотичними та громадськими мотивами (Архілох, Тіртей, Солон та ін.), так й інтимними (Мімнерм), що поєднувалися в творчості деяких авторів (Теогнід).
Тематичне коло елегії помітно звужується в літературі олександрійського та римського періодів. Тут переважають особисті переживання, передовсім самотності, розчарування, страждання (Каллімах, Проперцій, Гай Корнелій Галл, Тібулл, Овідій та ін.).
У новоєвропейській літературі елегія втрачає чіткість форми, натомість набуває змістової визначеності («Римські елегії» Й.-В. Ґете), виражаючи переважно філософські роздуми, змішані почуття смутку й радості. Елегія була предметом наукової уваги в барокову добу, що зафіксовано в поетиках тогочасних українських авторів.

## Елегія в українській літературі
Елегійним настроєм переймалася лірика українських романтиків (А. Метлинський, М. Петренко, В. Забіла, С. Писаревський та ін.). Невдовзі елегія розмежувалася на елегію-сповідь (Степан Руданський), елегію-думу (Тарас Шевченко), елегію-пісню (Леонід Глібов). Зверталися до цього жанру І. Франко («Майові елегії» — елегійний дистих), Леся Українка («До мого фортеп'яно»), особливо символісти (О. Олесь, П. Карманський та ін.). Поезія Івана Багряного пройнята елегійними й філософськими мотивами.
Своєрідної тональності набула елегія у творчості Б.-І. Антонича, власне, у його другій збірці «Три перстені», де вона виповнювалася мітологемним змістом і водночас виконувала композиційну «циклізаційну» функцію видання («Елегія про перстень ночі», «Елегія про перстень пісні», «Елегія про перстень кохання»).
Елегія в сучасній поезії узалежнюється від індивідуального стилю певного автора, не втрачаючи своїх домінантних ознак, тому вона щоразу має свої відмінності в доробку А. Малишка, І. Драча, М. Вінграновського, Ліни Костенко, Л. Талалая, І. Римарука, Є. Плужника та ін.